# Alopoglossus kugleri
Alopoglossus kugleri — вид ящірок родини Alopoglossidae. Ендемік Венесуели.

## Поширення і екологія
Alopoglossus kugleri мешкають серед пагорбів регіону Лара-Фалькон на півночі Венесуели. Вони живуть в сухих тропічних лісах регіону, серед опалого листя. Зустрічаються на висоті до 500 м над рівнем моря.